# 김용락
김용락(金龍洛, 1959년 5월 25일~)은 대한민국의 교육자, 언론인, 평론가이다. 대표시집으로 《푸른별》, 《기차소리를 듣고 싶다》, 《조탑동에서 주워들은 시 같지 않은 시》등이 있으며 `2008 대구시협상`, 한국시민문학협회가 시상하는 ‘2009 올해의 시인상’을 받은 바 있다. 희망숲 대구교육연구소의 소장을 맡고 있다.

## 학력
- 안동 서부초등학교 졸업
- 안동 경안중학교 졸업
- 대구 능인고등학교 졸업
- 계명대학교 영문과 학사
- 계명대학교 대학원 국문과 문학석사
- 고려대학교 대학원 문예창작과 석사 수료
- 계명대학교 대학원 문학박사

## 이력
1958년 5월 22일(호적 상은 1959년) 경상북도 의성군 단촌면 세촌리 825-2에서 태어났다. 1982년 개인시화전을 열고 소시집《송사리떼를 몰고 하늘로》를 펴냈다. 1984년 1월 창작과비평사 신작시집《마침내 시인이여》가 출간 돼 공식으로 문단에 등단했으며, 1984년부터 안동공업고등학교 영어교사로 다년간 근무하였다. 고려대, 계명대 및 대학원, 영남대, 대구대, 대구교대, 대구한의대, 대구예술대학교 등에서 강의를 하였다.
1990년부터 경북일보 문화․정치부장, 영남투데이 정치․사회부장, 대구일보 논설위원,  대구CBS 시사프로 <라디오 세상읽기> 진행자, TBC-TV <시야! 놀자> 진행자, 대구평화방송 책읽기 방송, 격월간 『대구사회비평』편집 발행인, 대구MBC-TV 문화기행(주1회) 진행자, (사)대구사회연구소 연구위원/기관지 월간 <지역동향> 편집장,‘매일신문’에 시해설/인물탐구/책읽기 등 다수 연재, ‘영남일보’ 1기 독자위원, 한겨레신문 제2 창간위원, 주간 ‘대구경북 시민신문’ 편집․발행인, 대구MBC-TV <문화도시> 진행자, 대구불교방송 문화프로 <솔바람 풍경소리> 진행자, 대구불교방송 시사교양생방송 <아침저널> 진행자, TBC <생방송 투데이> 패널 진행 등 시사프로와 문화프로를 10여 년간 진행하였다.
다방면의 활동으로 2003년 매일신문 선정 지역의 뉴리더 10인에 선정되기도 하였다. 세계시인대회(몽골) 한국대표 시인 5인으로 참가했으며 1996년부터 2007년까지 매일신문 신춘문예 심사위원을 지냈다. 2004 총선에 경북 의성(군위, 청송)에 출마했으며, 2004 시민단체 당선지지 국민후보 54인 중 전국에서 무소속으로 유일하게 선정돼 정책능력, 도덕성, 리더십 등을 검증받은 바 있다.
한국작가회의 이사/감사/대구회장, 미학이론지 연간 <문예미학> 편집위원, 대구참여연대「참여광장」편집위원장, 대구광역시 정책평가위원, 우리복지시민연합 회원, 지방분권운동 대구경북 운영위원, 대구참여연대 제1기 시민 경제교실 교장, 이상화 고택보존운동본부 편집위원장, (사)대구광역시 지체장애인협회 자문위원, 대구광역시 문화정책 자문위원 등을 지냈다.
1991년 계간문예지《사람의 문학》을 창간하여 편집위원, 주간을 거쳐 현재 발행인이다. 2009년 현재 '매일신문' <김용락의 시사코멘트> 연재, 대구MBC <열린 세상 희망 TV> 진행, 풀뿌리문화마당  <버스종점이 있는 마을> 이장, ‘평화뉴스’ 칼럼위원, 대구광역시 장애인역도연맹 부회장, 한국민족예술인총연합 대구회장, 경북외국어대학교 교수 겸 학생처장, 대구광역시 정책평가위원, 대구광역시 컬러풀 대구페스티벌 운영위원, 희망숲 대구교육연구소 소장, 한국학부모총연합 정책위원, (사)전국학교운영위원 총연합회 정책위원을 맡고 있다. 
아래 저서 외 문학평론집 『현실과 문학적 상상력』, 교육시사 평론집 『평화와 깨달음을 찾아가는 교육』, 위인전 『이육사와 권정생』등이 곧 출간될 예정이다.

## 저서

### 시집
- 소시집《송사리떼를 몰고 하늘로》 (흐름사, 1982)
- 《푸른별》(창작과비평사, 1987) ISBN 8936420623
- 《기차소리를 듣고 싶다》(창작과비평사, 1996) ISBN 8936421484
- 《시간의 흰 길》(사람, 2000) ISBN 8988525205
- 《조탑동에서 주워들은 시 같지 않은 시》(문예미학사, 2008) ISBN 9788988489017

### 기타 저서
- 시선집 : 《단촌역》(문예미학사, 2004) ISBN 6000118511
- 시해설집 : 《시와 함께하는 오후》(솔과학, 2004) ISBN 8987794679
- 논문집 : 《민족문학논쟁사연구》(실천문학사, 1997) ISBN 8939202945
- 평론집 : 《지역, 현실, 인간 그리고 문학》(문예미학사, 1997)
- 산문집 : 《예술과자유》(사람, 1997), 《이야기로 풀어 읽는 시의 세계》(이상사, 1998, 김용락/정대호 편저) ISBN 8932700311
- 대담집 : 《나의 스승, 시대의 스승》(솔과학, 2008) ISBN 9788992988209

## 역대 선거 결과
|  | 1.53% |

|  | 2.46% |

|  | 16.35% |

|  | 20.21% |